# San Buono
San Buono (Sant Bune o Sandə Búonə in abruzzese) è un comune italiano di 851 abitanti della provincia di Chieti in Abruzzo.

## Origini del nome
L'abitato sorse su di una collina del subappennino frentano, nella parte sinistra della valle del fiume Treste, in una località consacrata a san Pietro. Nel IX secolo i monaci benedettini del monastero della Santissima Trinità a Due Vergini, che amministravano il territorio locale, consacrarono a santi martiri le colline della zona, tra cui anche quella dove sorgeva l'antico villaggio, che venne quindi denominata e consacrata al martire Buono, facendo conoscere il posto con l'espressione latina "mons Sancti Boni" (monte di San Buono) o semplicemente come "Sancto Bono" (San Buono). Nel X secolo l'abitato divenne un castrum con il nome di "castrum Bonum" (castello [di San] Buono). Sotto il dominio dei Caracciolo portò il nome volgare di "Sancto Bono" (Santo Buono), per poi passare infine nel XIX secolo alla denominazione italiana in uso di "San Buono". La sua forma in dialetto abruzzese è "Sant Bune" o "Sandə Búonə".

## Storia
Il territorio sul quale sorge San Buono fu abitato dalle popolazioni italiche sin dal IX-VIII secolo a.C., in piena età del ferro, come accertato dagli scavi eseguiti nel 1986 in località Fonte San Nicola, lungo le pendici nord-orientali del monte Sorbo, al confine con il comune di Carpineto Sinello, che hanno riportato alla luce la presenza di un vero e proprio santuario frentano e vari reperti di quell'epoca. Un secondo santuario era presente inoltre tra le località di Pantano e Vusco, dove è stato recuperato un ulteriore cimelio.
Sebbene non documentata risulti la presenza di un primo insediamento stabile tra il IV e il V secolo, San Buono venne fondato dai cittadini romani in fuga dalle incursioni delle popolazioni barbariche, in particolar modo dai Saraceni, nel corso del VI secolo, sotto forma di un villaggio contornato da casali e ville, tra cui Castellaro, Castelleto e Moro, e sito su di una collina del subappennino frentano, in località consacrata a San Pietro, lungo l'areale sinistro della valle del fiume Treste. Nel IX secolo fu possedimento del monastero della Santissima Trinità a Due Vergini, dipendendo dall'abbazia di Sant'Angelo in Cornacchiano, i cui monaci benedettini denominarono e consacrarono invece la collina sul quale era sito il villaggio al martire Buono, facendo conoscere quindi il posto con l'espressione latina "mons Sancti Boni" (monte di San Buono) o semplicemente come "Sancto Bono" (San Buono), non prima di aver consacrato ad altri santi martiri le altre colline circostanti l'agro sanbuonese.
Con la fase di incastellamento, verificatasi nella zona nel corso del X secolo, venne edificato dagli Attoni, conti di Chieti, il castello (non più presente) al centro del villaggio e furono erette attorno ad esso le mura perimetrali, dotate di un'unica porta urbica, detta porta da piedi (o di Sant'Angelo), elevando così l'abitato al rango di castrum sotto il nome di "castrum Bonum" (castello [di San] Buono) e facendolo rimanere possedimento ecclesiastico, il che fece sì che il feudo non venisse poi menzionato nel 1152 all'interno del Catalogus baronum. Nel prosieguo del XII secolo il governo del feudo venne poi assunto proprio dagli Attoni fino al XIII secolo, quando lo cedettero ai Grandinato, i cui principali esponenti nel possedimento del feudo col titolo di signore furono Riccardo di Grandinato e Pietro di Grandinato, quest'ultimo per quanto concerne l'abitato di Moro (che verrà poi incorporato a San Buono agli inizi del XIX secolo).
Tuttavia in un primo momento i veri feudatari di San Buono risulteranno i Frisia, in particolare il conte di Loreto Gezzolino di Frisia di origine germanica, signore – tra gli altri – di Fresagrandinaria, dei quali i Grandinato erano suffeudatari, resisi poi con il passare del tempo indipendenti. Nel XIV secolo tra gli avvenimenti di rilievo vi furono l'incorporazione degli abitati di Castellaro e Castelleto e il verificarsi tra il 1315 e il 1320 di una grave carestia o pestilenza  a Casalanguida e San Buono, per la quale i feudi vicini dovettero contribuire economicamente ad alleviare i danni da essa arrecati. Dai Grandinato, divenuti quindi col tempo feudatari in toto del paese, San Buono passò ai Di Sangro, che lo mantennero fino al 1421, quando a seguito del matrimonio tra Marino I Caracciolo e Maria di Sangro, finì per via dotale ai Caracciolo, con il nome volgare di "Sancto Bono" (Santo Buono). Tuttavia, in una breve parentesi, nel 1436 il feudo per fellonia venne assegnato dalla regina consorte del Regno di Napoli Isabella di Lorena ai Caldora, nella persona di Jacopo Caldora.
Sotto la famiglia Caracciolo, stabilitasi nel proprio omonimo palazzo aristocratico, che possedette il paese per ben quattordici generazioni fino all'eversione della feudalità nel 1806 (e i cui discendenti continuarono e continuano a portare in eredità il relativo titolo nobiliare), San Buono raggiunse e conobbe il suo massimo splendore: vi fu consolidata la chiesa parrocchiale di San Lorenzo Martire, risalente al XII secolo, nel 1575 vi fu edificato fuori porta il convento di Sant'Antonio e dal 1590 il paese fu un principato; nel XIX secolo passò infine alla denominazione italiana in uso di "San Buono" e in età contemporanea il profilo araldico dei Caracciolo è stato impresso nello stemma civico, ad emblema del comune.

### Simboli
Lo stemma e il gonfalone del comune di San Buono sono stati concessi con il DPR dell'11 settembre 2001, varato dal Presidente della Repubblica Italiana Carlo Azeglio Ciampi. Il profilo araldico dello stemma è il seguente:
Nel gonfalone lo stemma è riprodotto al centro di un drappo azzurro.

## Monumenti e luoghi d'interesse

### Architetture religiose

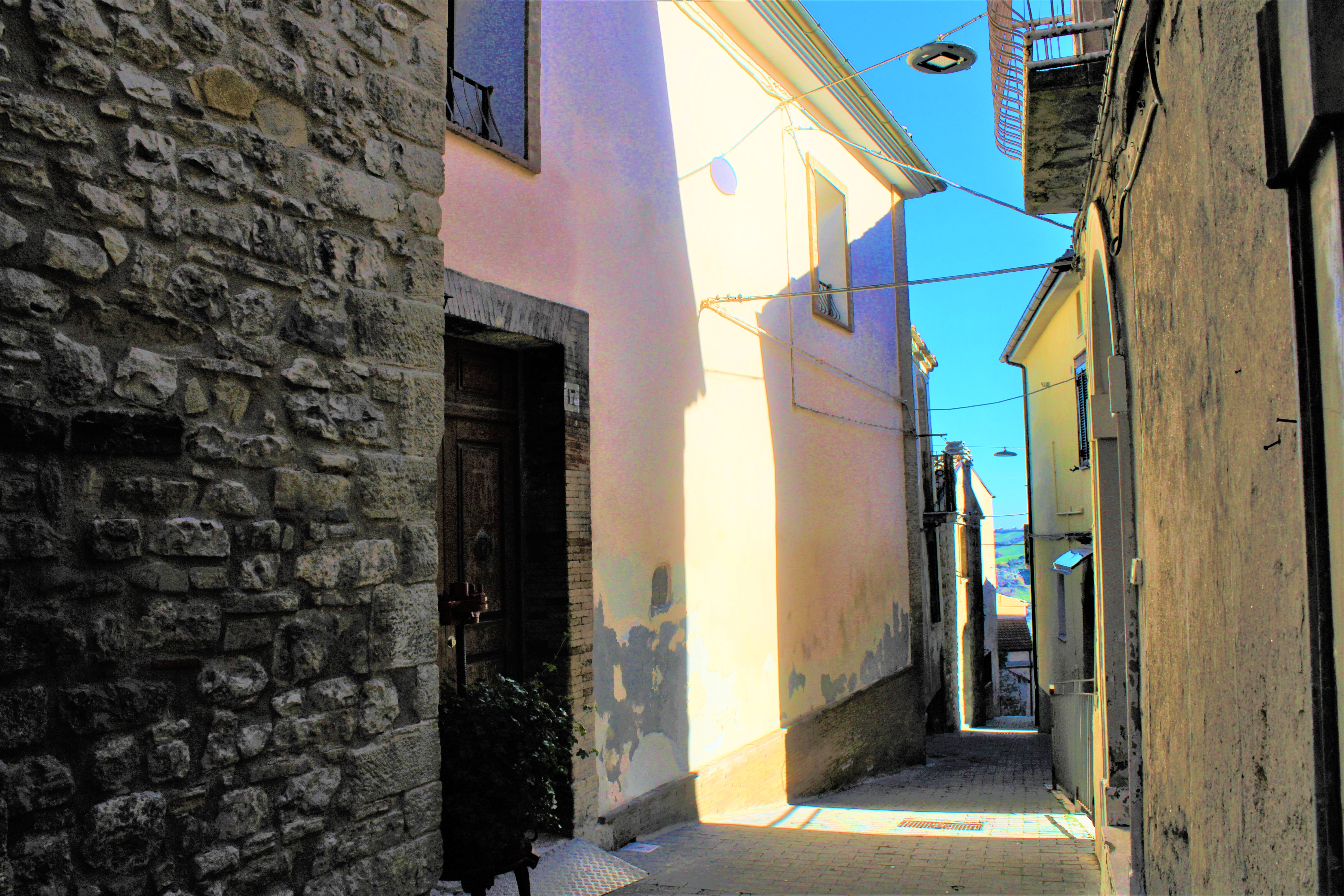
Ex chiesa dei santi Filippo e Giacomo, convertita in teatro

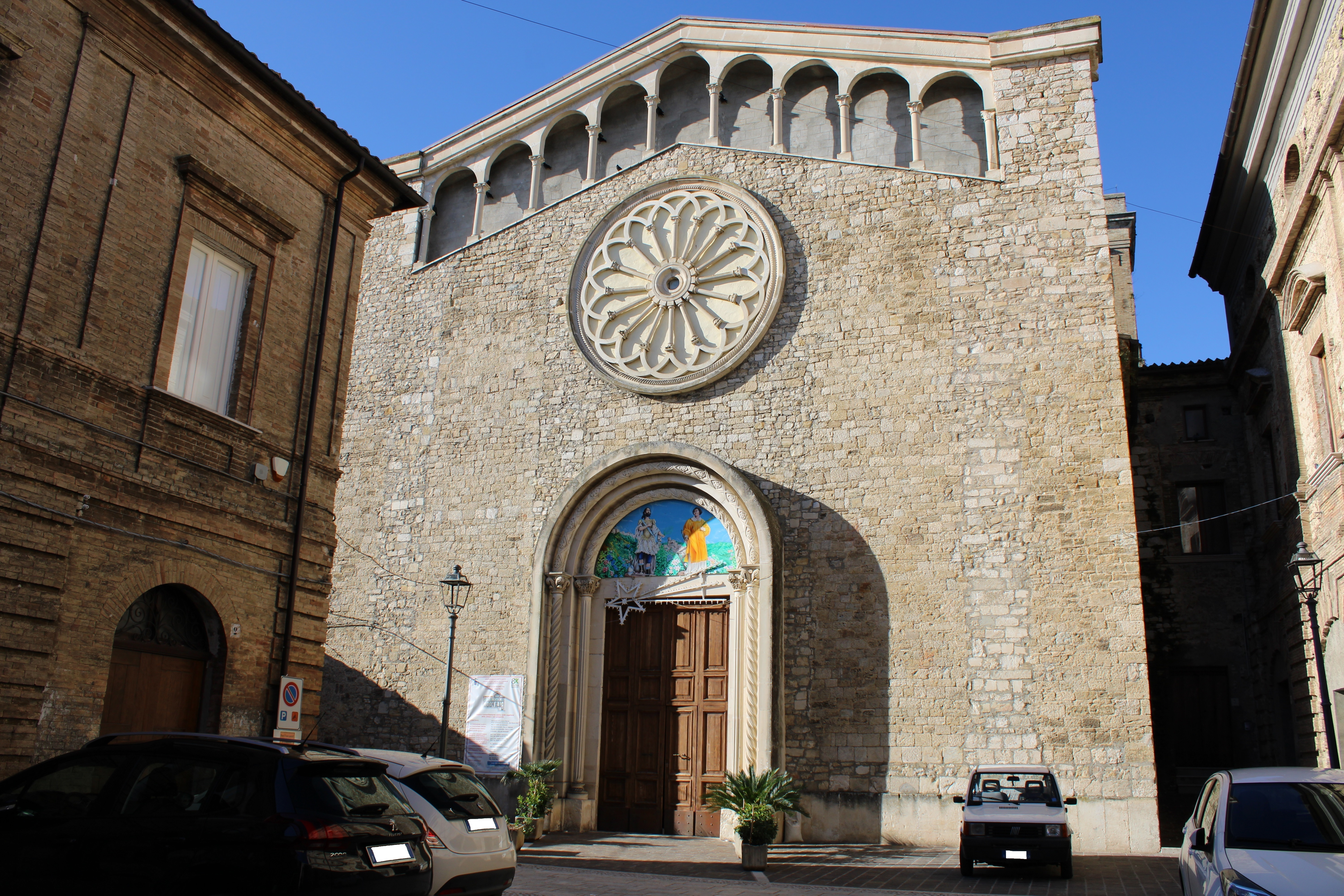
Chiesa parrocchiale di San Lorenzo Martire
Sita in piazza Giuseppe Amicarelli, risale al XII secolo ed è stata ultimata in tutte le sue varie trasformazioni nel 1960. La chiesa ha pianta a croce latina e facciata in stile romanico, con all'interno un'unica navata in stile neoclassico. L'interno dell'edificio è ornato da vari dipinti e decorazioni, tra cui gli stucchi novecenteschi nelle volte realizzati dal pittore Gabriele Fagnani e gli affreschi nel tiburio eseguiti dall'artista Fernando Palmerio. Ulteriori opere di quest'ultimo si trovano anche nella cripta, che custodisce il corpo del martire san Buono, patrono del paese che porta il suo nome. Dal lato sinistro della cripta si erge il campanile della chiesa, dominando su piazza Celestino Cupaiolo, la principale del paese.

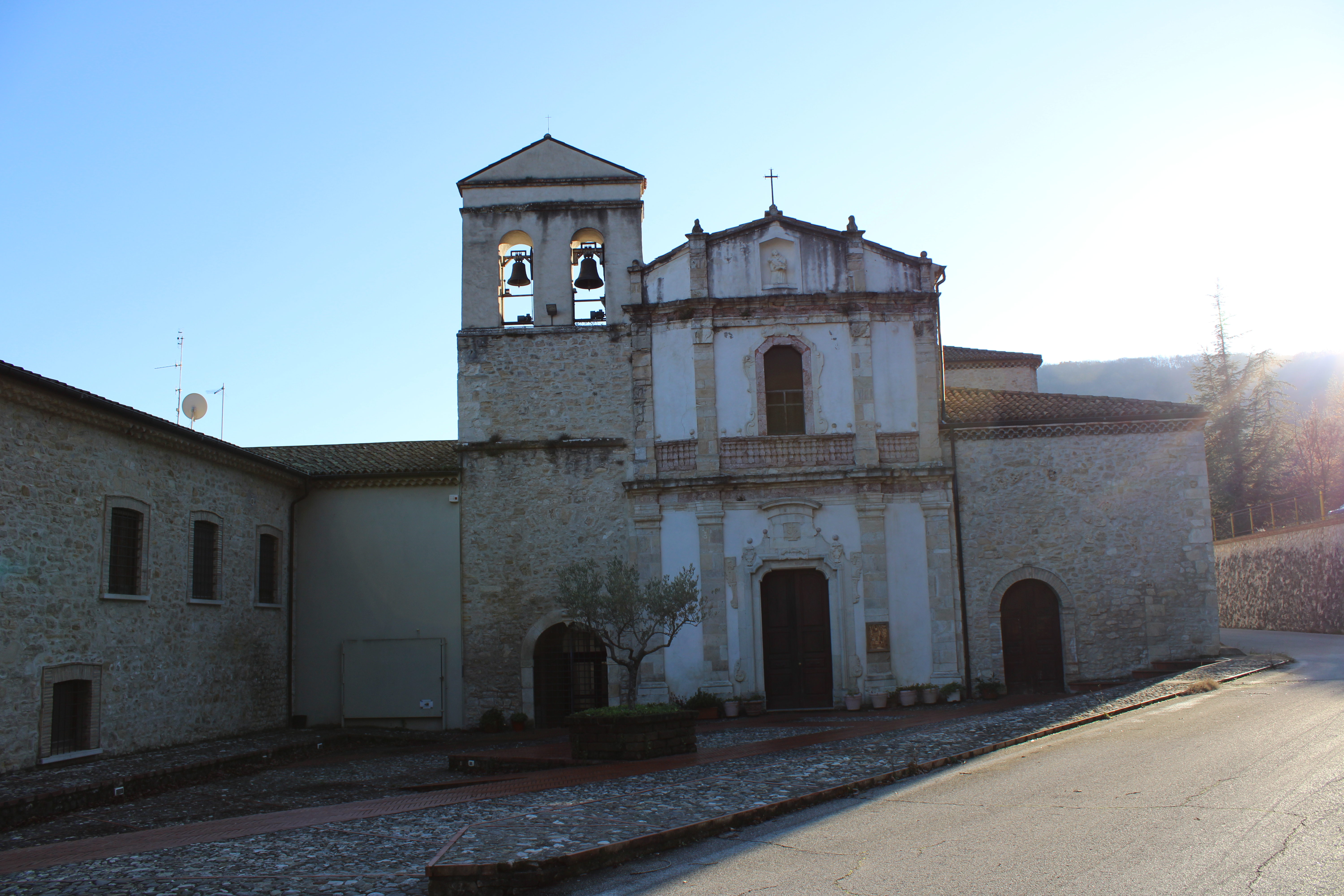
Convento di Sant'Antonio
Situato in località Convento Frati Minori, fu costruito nel 1575 da Giovannantonio II Caracciolo, I principe di San Buono, ed ultimato dal figlio Marino IV. Il suo stile, in origine romanico-rinascimentale, è barocco, con decorazioni settecentesche. La chiesa ha all'interno un'unica navata, ripartita sul lato destro in tre cappelle con nicchie, tra cui quella del santo cui è dedicata. L'altare ha sopra un tabernacolo ed è ornato ai lati da due dipinti votivi; dietro di esso vi è un coro con a destra la sacrestia. L'estensione della chiesa corrisponde ad un corridoio dell'area utilizzata dai frati minori, comprendente la zona abitativa con, nelle pertinenze, un piazzale e una stalla per animali. Esternamente, la facciata dell'edificio religioso è a capanna, suddivisa in tre livelli da tre cornici marcapiano e tripartita verticalmente da quattro lesene; su di un corpo laterale della chiesa vi è il campanile a vela con frontone triangolare.

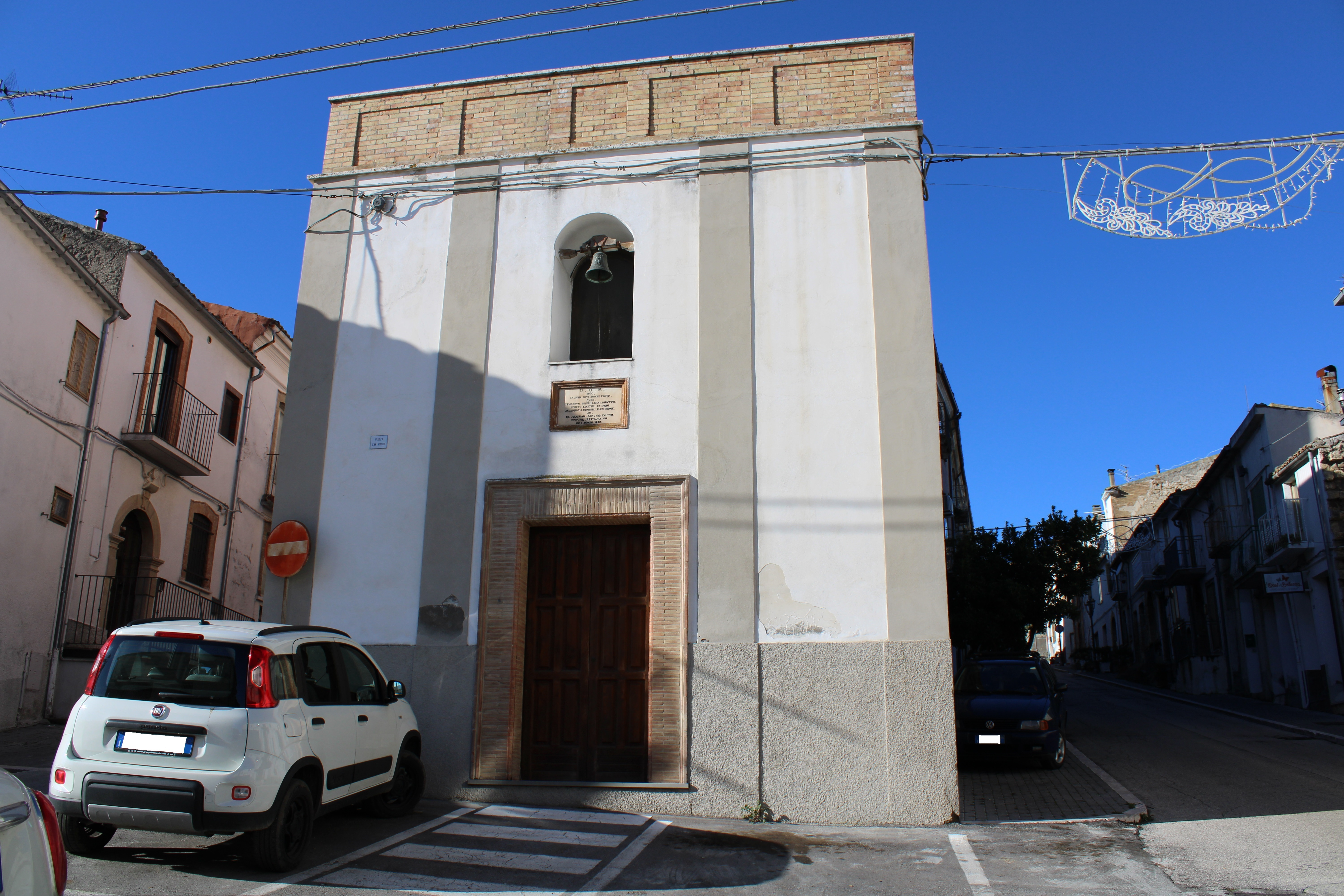
Chiesa di San Rocco
Sita in via XXIV maggio, si tratta di una piccola cappella votiva, in origine concepita per uso privato, citata già a partire dal XVIII secolo e restaurata nel 1820, in cui vi si conservano la statua del santo e alcune suppellettili.

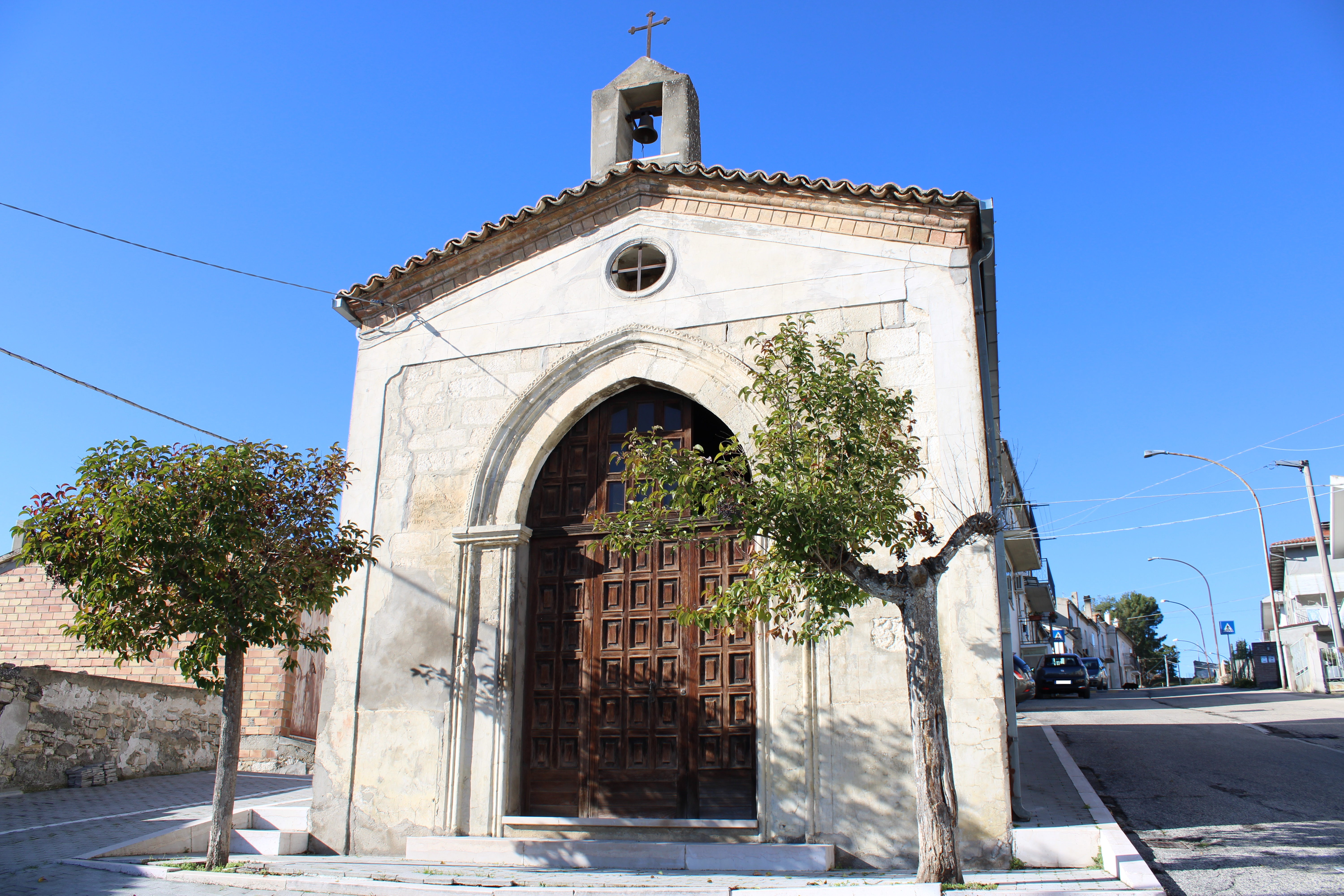
Chiesa di Santa Liberata
Sita anch'essa in via XXIV maggio e di datazione incerta, si tratta di una piccola chiesa, restaurata negli anni ottanta e affrescata internamente negli anni duemiladieci dal pittore sansalvese Giovanni Cipolla.
Ex chiesa dei santi Filippo e Giacomo
Sita in via San Francesco Caracciolo, un tempo fungente da chiesa parrocchiale e sede della confraternita delle anime del purgatorio e di un'arciconfraternita, è stata convertita in teatro dal parroco Fiorindo Rocchio e restaurata nel 2005.

### Architetture civili

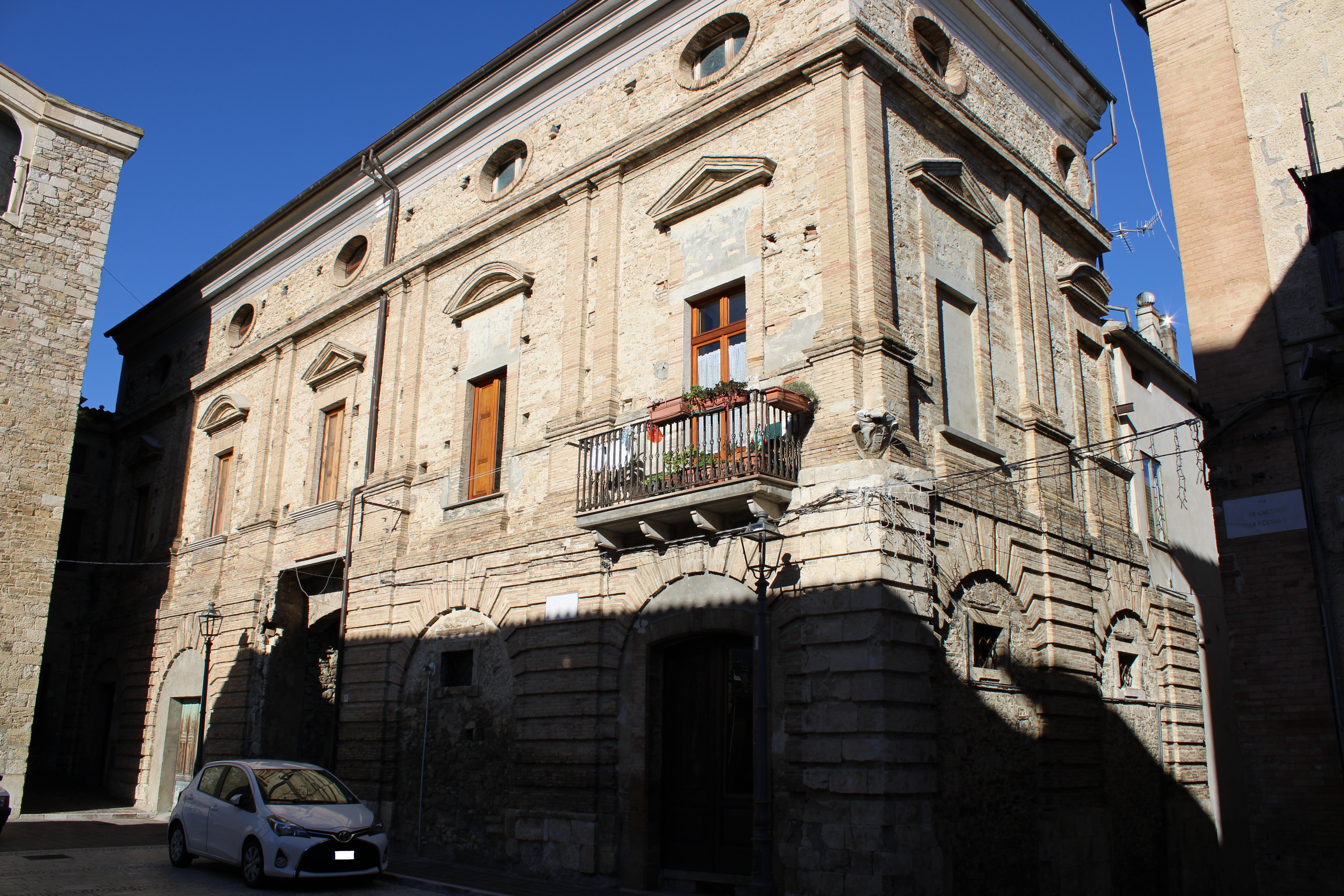
Palazzo Caracciolo
Palazzo nobiliare, trae il nome della famiglia Caracciolo, che l'ha abitato per più secoli. L'edificio, ubicato nel quartiere nobile del paese e confinante con la vicina chiesa parrocchiale di San Lorenzo Martire, è costruito parzialmente intorno a una corte e, sebbene manchi di un vero e proprio portale, mostra elementi cinque- e seicenteschi con, nelle facciate, paramenti in pietra e in laterizio e lo stemma dei Caracciolo in uno degli spigoli d'angolo.

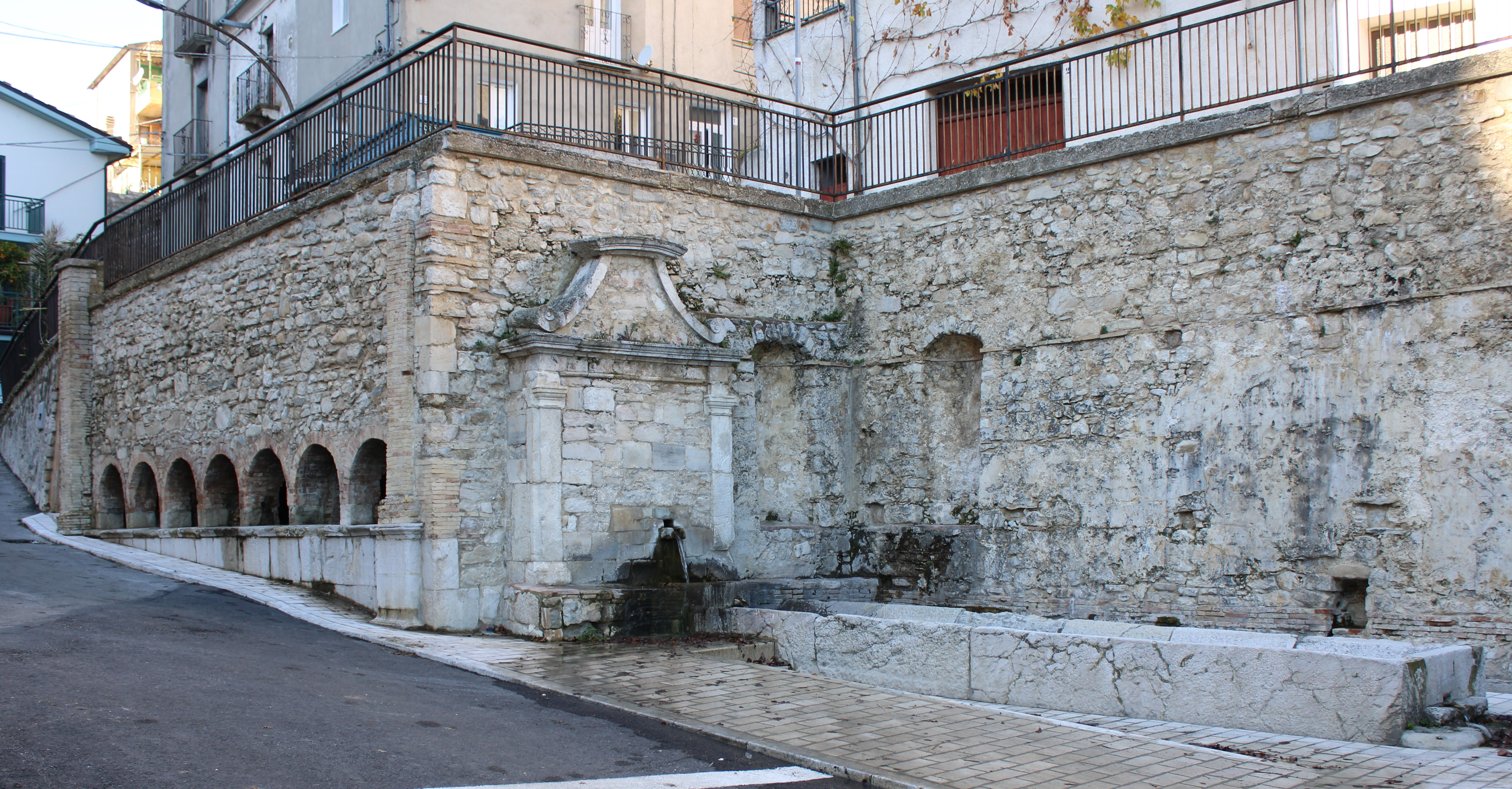
Fontana Vecchia
Costruita nel XVI secolo sopra un'omonima fonte ed alimentata da due sorgenti site in contrada Monte, è una fontana-lavatoio, interamente scolpita a mano, con vasca rettangolare antistante. Nel fronte laterale vi sono la fonte e il lavatoio, una cornice con timpano curvilineo e varie nicchie in cui vi erano delle sculture e delle decorazioni. Possedeva inoltre un mascherone in pietra nera e il fregio recante la data precisa di costruzione, oltre a diverse altre parti ornamentali. Il prospetto principale, incorniciato mediante lesene in laterizio e capitelli in pietra calcarea, è ornato di archetti bassi a tutto sesto, realizzati in mattoni, che avevano il compito di fornire riparo a coloro che la frequentavano. La fontana, infatti, veniva utilizzata al mattino dalle donne che vi si recavano per lavare i panni e la sera dai contadini per far bere gli animali.

### Altro

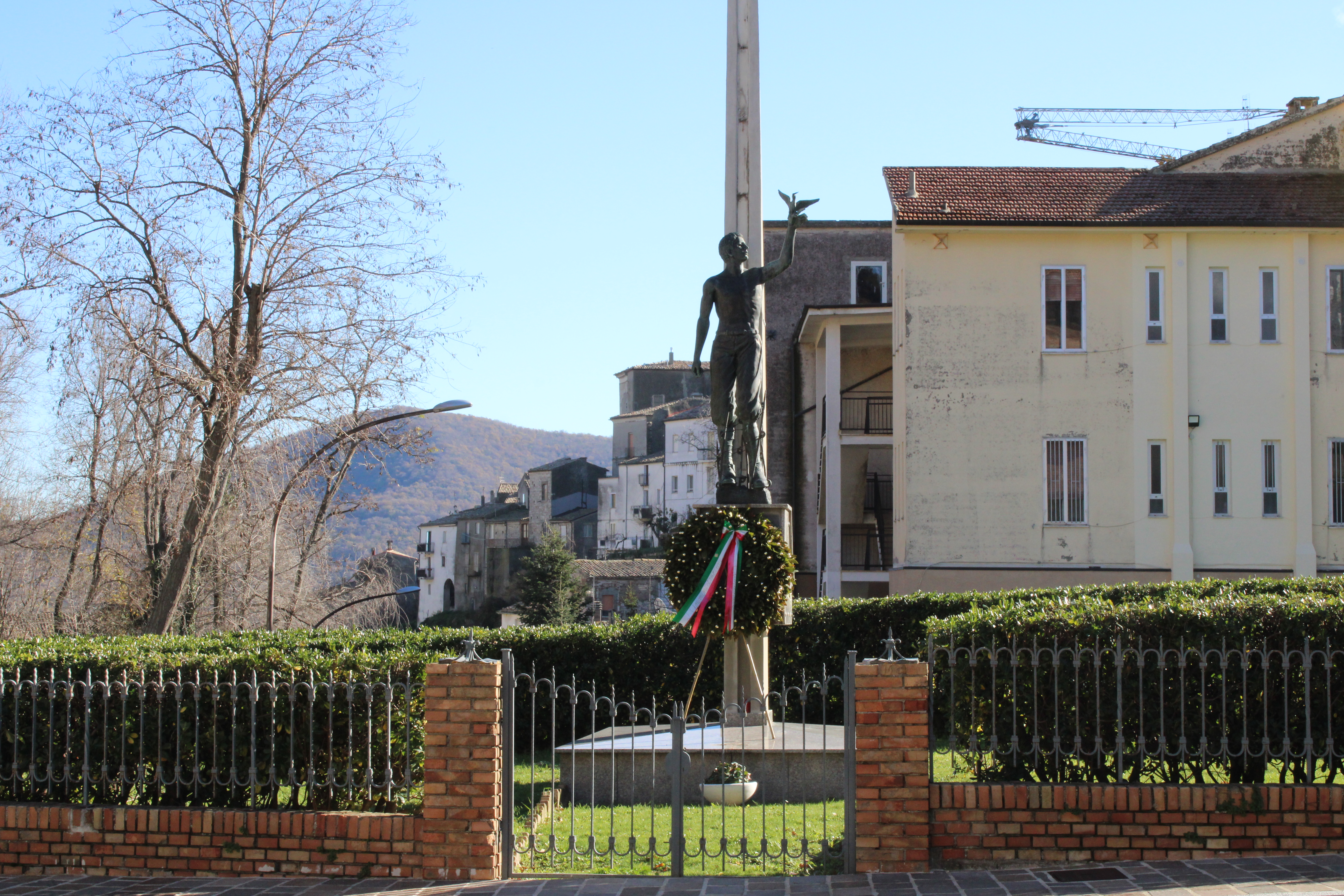
Monumento ai caduti delle due guerre mondiali

Il comune conta cinque piazze. La principale è piazza Celestino Cupaiolo, così denominata in memoria dell'omonimo sottotenente sanbuonese caduto nella prima guerra mondiale, sulla quale domina il campanile della chiesa parrocchiale di San Lorenzo Martire e si affaccia la parte posteriore del palazzo municipale; retrostante e lateralmente ad essa, è posta piazza della vittoria, fiancheggiata dalla villa comunale ornata con cimeli antichi e fontana in stile Liberty. Le altre tre piazze presenti sono: piazza Giuseppe Amicarelli, intitolata all'omonimo medico locale, ubicata nel quartiere nobile del paese, compresa tra la chiesa parrocchiale di San Lorenzo Martire e l'adiacente palazzo Caracciolo; piazza San Rocco, su cui vi si affacciano l'omonima chiesa, che le conferisce la denominazione, e il palazzo municipale; e piazza San Pietro, posta sulla località consacrata al santo che le dà il nome, nella quale sorsero i primi insediamenti e in cui vi è al centro una fontana pubblica. Nella strada d'ingresso al paese vi è il monumento ai caduti delle due guerre mondiali, realizzato negli anni ottanta.

### Siti archeologici
Santuario di Fonte San Nicola
Sito nella località omonima, lungo le pendici nord-orientali del monte Sorbo, al confine con il comune di Carpineto Sinello, è stato rinvenuto nel 1986 e comprende vari sacelli ed altri tipi di costruzioni annesse al santuario frentano, risalente agli anni 91 e 89 a.C.. Nel giacimento archeologico sono stati ritrovati anche reperti dell'età del ferro, tra cui due fibule in bronzo, l'una databile al IX secolo a.C. e l'altra all'VIII secolo a.C., oltre a diversi oggetti votivi in ceramica e in terracotta, lucerne, monete e bronzi, che testimoniano la passata presenza all'epoca di un'intensa attività artigianale locale.

## Società

### Evoluzione demografica
Abitanti censiti

### Etnie e minoranze straniere
Secondo i dati dell'ISTAT, al 31 dicembre 2021 la popolazione straniera residente ammonta a 16 persone, pari all'1,8% della popolazione residente a San Buono.

### Lingue e dialetti
Il dialetto sambuonese ricade nel sistema dei dialetti meridionali intermedi, all'interno dell'area dell'abruzzese orientale adriatico.

### Tradizioni e folclore
La manifestazione di maggior importanza a San Buono è la festa del compatrono San Lorenzo con il tradizionale corteo di rievocazione storica dei feudatari del paese, che si tiene il 10 agosto. Il giorno seguente è dedicato alla festa patronale di San Buono.

## Cultura

### Istruzione
Biblioteche
Il paese dispone della relativa biblioteca comunale.
Scuole

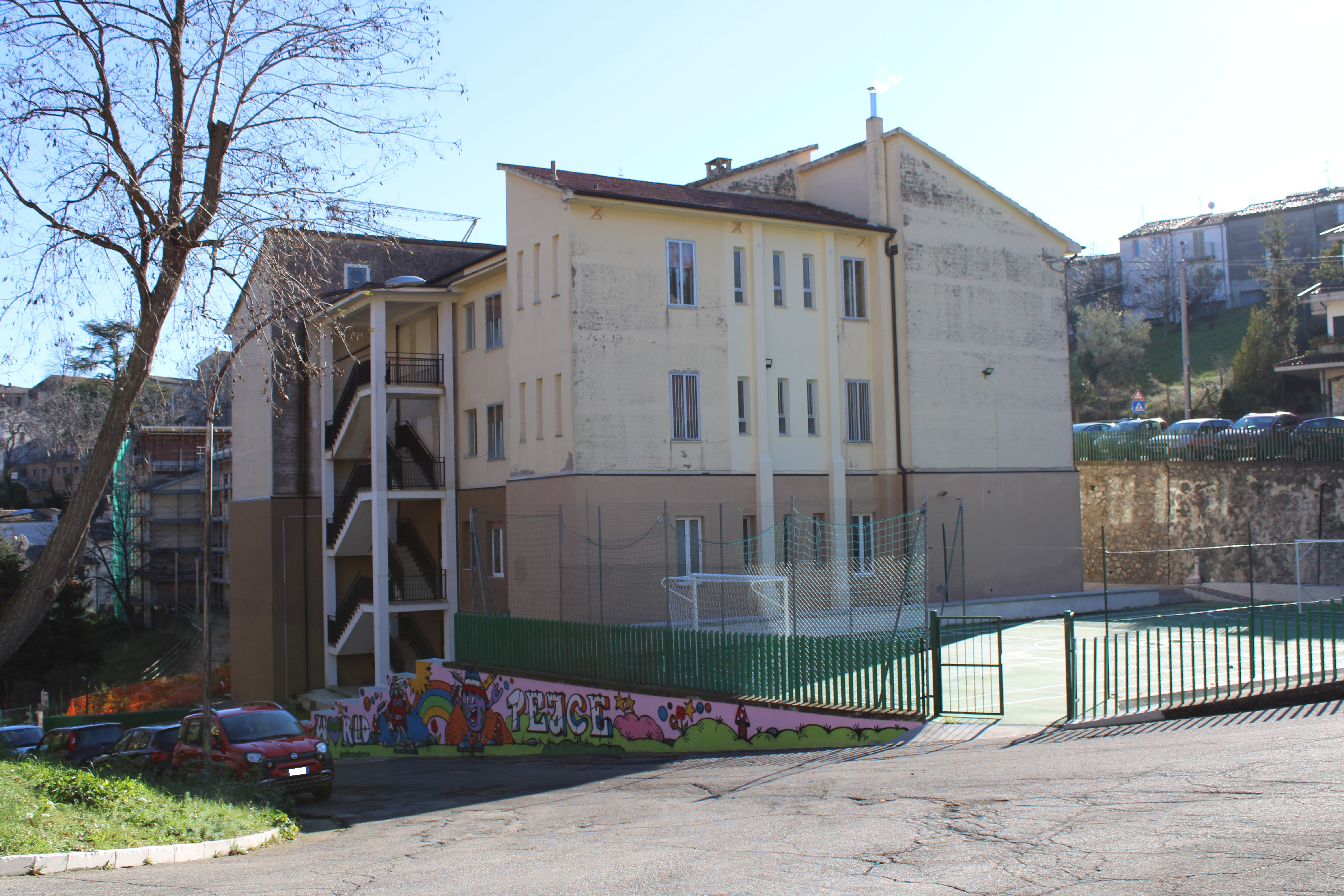
Uno degli edifici scolastici di San Buono

Tre scuole statali dell'infanzia, primaria e secondaria di primo grado sono presenti in paese, dislocate in due edifici adiacenti; fuori dal centro abitato vi sono altri due edifici scolastici, non più in funzione.

### Teatro
L'unico teatro presente è quello comunale, di modeste dimensioni, adibito all'interno dell'ex chiesa dei santi Filippo e Giacomo.

### Cucina
La cucina sambuonese è semplice e fa uso di prodotti della tradizione agricola. Tra primi e secondi piatti, vi sono le sagne a pezzate, condite con i semplici ingredienti della pasta al pomodoro, le sagne e fasciule, i maccheroni alla chitarra col sugo di carne, la pizza gialla farcita con le rape, e le frascatille, piccole polpette fatte con farina, aglio e peperoncino. I salumi sono vari e includono in particolare la ventricina, la soppressata, il salsicciotto frentano e la salsiccia di carne e fegato. I piatti vengono spesso accompagnati da prodotti propri del settore primario locale, come l'olio d'oliva o aromatizzato al limone, il vino o il mosto cotto, e il miele, utilizzato per condire dolciumi, pane e formaggi. I dolci vengono consumati perlopiù durante le festività e comprendono i calcionetti, le scrippelle salate e la cicerchiata, quest'ultima preparata nel periodo di Carnevale.

## Geografia antropica

### Urbanistica
Il paese è posto su una collina del subappennino frentano, in una località consacrata a San Pietro, distribuito attorno alla chiesa parrocchiale di San Lorenzo Martire del XII secolo, in origine fungente da castello, con abitazioni e vicoli disposti a pettine lungo un asse principale, cui vi si intercalano piccole e strette viuzze conosciute con il nome dialettale di "ruelle". I confini del centro abitato si estendono fin dove erano poste le mura perimetrali del paese, dotate di un'unica porta urbica, detta porta da piedi (o di Sant'Angelo), non più presente, e di case annesse, con inoltre tre torri comprese nella cerchia urbana a scarpa, due site nei pressi della chiesa parrocchiale, e la terza sul lato nord, riconducibile in alternativa ad una neviera. Tra i vari interventi attuati sul piano urbanistico nel corso della storia amministrativa del comune, vi furono la realizzazione dell'acquedotto nel 1916, dell'illuminazione elettrica pubblica nel 1925 (sin dal 1870 sostenuta da quella a petrolio), della rete fognaria negli anni quaranta e cinquanta, della metanizzazione negli anni ottanta, nonché la pavimentazione, l'asfaltazione e il miglioramento della viabilità stradale interna ed esterna dagli anni quaranta agli anni settanta.

## Economia
Fino alla prima metà del XX secolo la popolazione locale era quasi interamente dedita all'agricoltura, ragion per cui quasi tutti i terreni circostanti l'abitato erano coltivati, e dal raccolto si ricavavano cereali, olive, patate, uva e prodotti ortofrutticoli; veniva parimenti praticato l'allevamento ovino e bovino. Data la presenza nel territorio di giacimenti di argilla, gesso e selenite, sono sparse nelle contrade Macchie e Maranna delle fornaci a pozzo chiamate "pincere", utilizzate fino al 1945 nell'industria laterizia locale per produrre coppi e mattoni per il settore edile.

## Infrastrutture e trasporti

### Strade
La traversa di San Buono n. 175 collega il paese a nord alla SP 212 ex ANAS SS 86 Istonia e a sud alla SP 184 Fondo Valle Treste che costeggia il fiume omonimo. Dalla prima, il cui tracciato verso nord-est attraversa Furci, si distacca a sud-ovest la traversa n. 183 per Liscia e a nord quella n. 165 per Gissi; quest'ultima confluisce a ovest nella SP 150 Fondo Valle Sinello 2 che conduce a Carpineto Sinello. La seconda a sud tramite una sua bretella conduce a Palmoli, mentre nel suo normale tracciato percorre l'isola amministrativa di Sodere, da cui si accede a Fresagrandinaria.

### Mobilità urbana
Date le ridotte dimensioni dell'abitato, non vi è alcuna forma di mobilità urbana mediante autolinee; al contrario, la mobilità interurbana a San Buono viene invece svolta con autoservizi di linea gestiti dalle società di trasporti Autoservizi Cerella, controllata da TUA, e Di Giacomo & C..

## Amministrazione

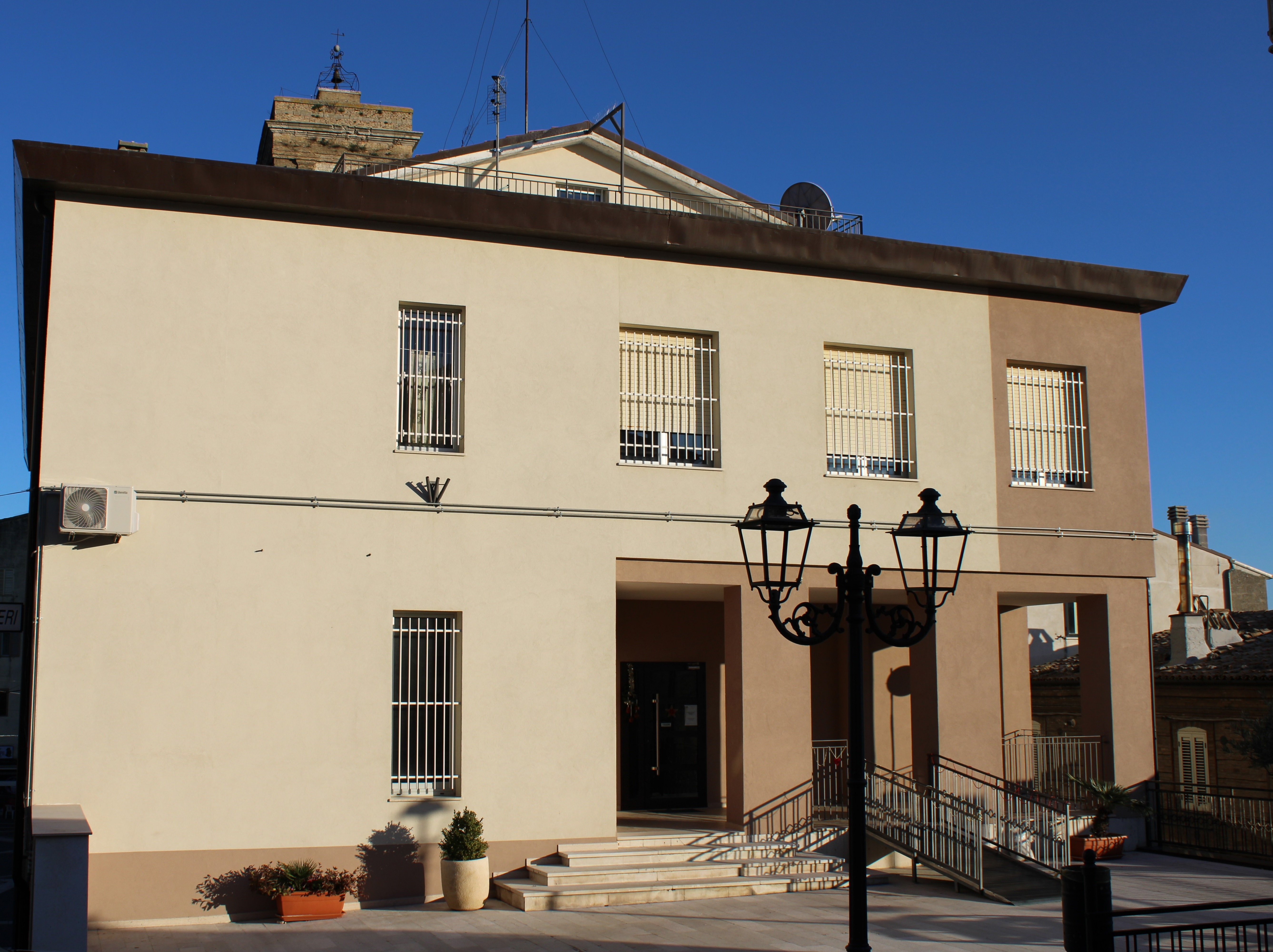
Palazzo municipale

Dal 1993, anno di introduzione dell'elezione diretta del sindaco da parte dei cittadini, si sono alternati nella storia amministrativa di San Buono primi cittadini di orientamento politico civico o affine al centrismo; dal 2019 il governo del comune è affidato ad un'amministrazione civica di centro-destra.

### Altre informazioni amministrative
Dal 1976 al 2008 il comune ha fatto parte della comunità montana Medio Vastese (zona T), avente sede a Gissi.

## Sport

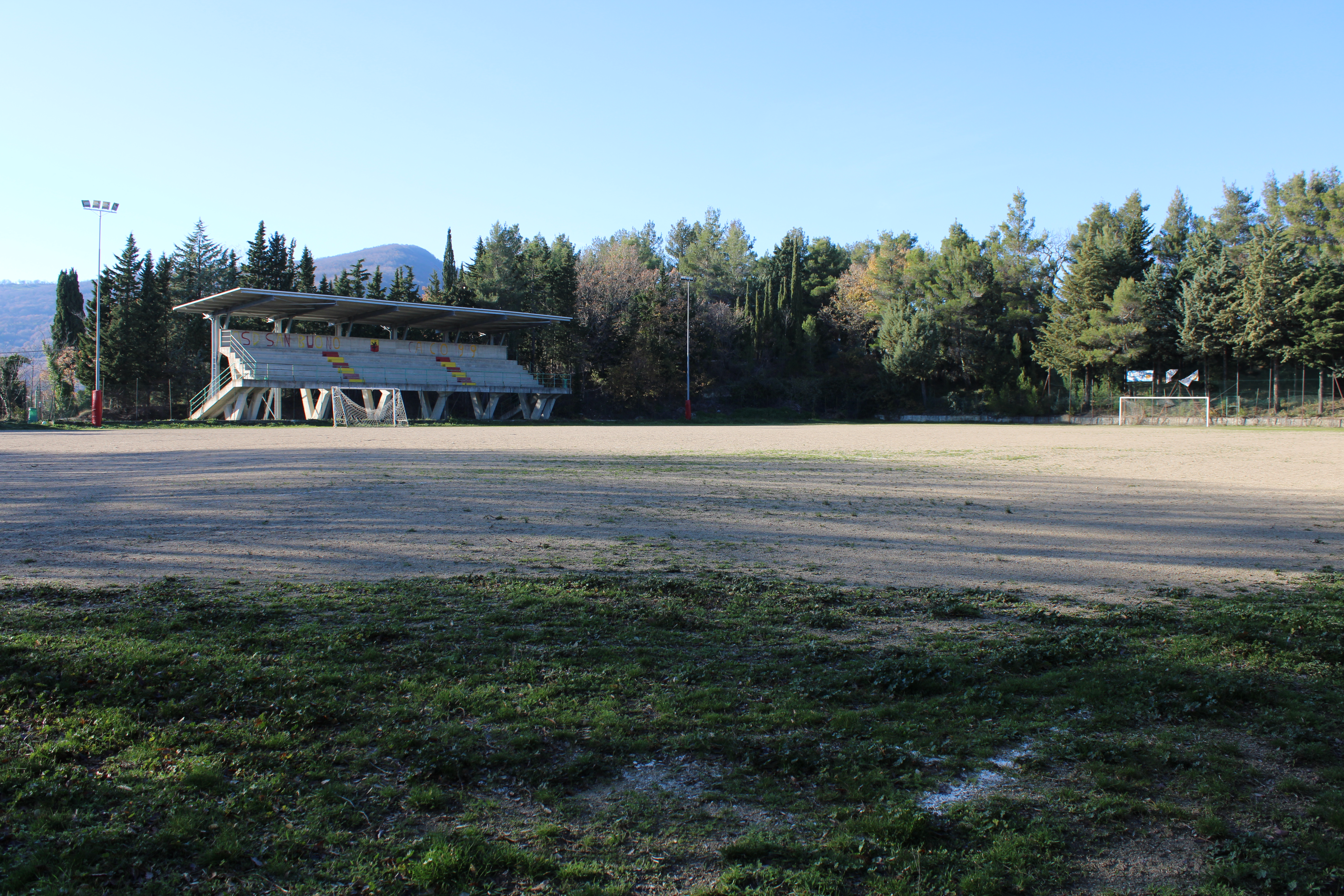
Stadio comunale

Lo sport praticato in paese è esclusivamente il calcio, rappresentato dalla società ASD San Buono Calcio, che ha disputato campionati dilettantistici regionali.

### Impianti sportivi
L'unico impianto sportivo presente è lo stadio comunale, dove disputa le proprie partite casalinghe la squadra calcistica del paese.